# Прапор Солом'янського району
Пра́пор Соло́м'янського райо́ну міста Києва затверджено рішенням сесії Солом'янської районної ради.
Прапор являє собою полотнище синього кольору, розчленованого по діагоналі зображенням так званого «Андріївського хреста» жовтого кольору, та розміщенням у центрі гербу району. Краї прапора обрамлені жовтою стрічкою. Співвідношення сторін прапору — 5x8.
Застосування косого так званого «Андріївського хреста» пов'язано з всесвітньо відомою легендою про відвідання місця розташування майбутнього Києва апостолом та сподвижником Ісуса Христа Андрієм Первозваним у I ст. н. е. та його пророцтвом про велике майбутнє міста, як центра християнської духовності.